# Pascual Mastellone
Pascual Mastellone (General Rodríguez, 8 de agosto de 1930 - ibídem, 16 de agosto de 2014) fue uno de los empresarios más ricos de Argentina, conocido por haber sido el dueño e hijo del fundador de la empresa láctea La Serenísima.

## Sus  primeros inicios
Su padre Antonino, oriundo de Piano di Sorrento, (Nápoles, Italia) llegó a la Argentina, en el año 1925. y a principios de 1927 montó su primera quesería en la localidad de General Rodríguez junto con su hermano José.